# Lapidaria
Lapidaria é um género botânico monotípico (com uma única espécie) pertencente à família Aizoaceae. L. margaretae ocorre naturalmente na Namíbia e África do Sul...

## Espécies
- Lapidaria margaretae